# Play Misty for Me
Play Misty for Me is een Amerikaanse thriller uit 1971 onder regie van Clint Eastwood.

## Verhaal
Dave is een omroeper met een nachtprogramma bij een kleine radiozender in Californië. In zijn stamkroeg maakt hij kennis met Evelyn, een vurige bewonderaarster. Ze hebben een tijdlang verkering, maar dan beëindigt Dave hun verhouding om terug te keren naar zijn oude vriendin. Evelyn is vastberaden om een deel te worden van zijn leven, al moet ze daarvoor over lijken gaan.

## Rolverdeling
| Acteur           | Personage         |
| ---------------- | ----------------- |
| Clint Eastwood   | Dave              |
| Jessica Walter   | Evelyn            |
| Donna Mills      | Tobie             |
| John Larch       | Sergeant McCallum |
| Jack Ging        | Frank             |
| Irene Hervey     | Madge             |
| James McEachin   | Al Monte          |
| Clarice Taylor   | Birdie            |
| Don Siegel       | Murphy            |
| Duke Everts      | Jay Jay           |
| George Fargo     | Man               |
| Mervin W. Frates | Slotenmaker       |
| Tim Frawley      | Hulpsheriff       |
| Otis Kadani      | Politieagent      |
| Brit Lind        | Anjelica          |